# Музей на македонската борба (Солун)
 Тази статия е за музея в Солун.  За други едноименни музеи, вижте Музей на македонската борба.  
Музеят на македонската борба (на гръцки: Μουσείο Μακεδονικού Αγώνα) в Солун, Гърция е посветен на революционните борби на гърците в областта Македония от периода на Османското владичество до присъединяването на Егейска Македония към Гърция след Междусъюзническата война.

## История
Сградата е построена през 1893 г. в неокласически стил по проект на архитекта Ернст Цилер на мястото на изгорялото гръцко консулство в пожар през 1890 г. Нужните средства са дарени от гръцкия банкер Андрос Сингрос. От построяването и сградата действа като гръцко консулство в Солун, а между 1904 – 1907 г. в него се помещава консулът Ламброс Коромилас, активен деец на гръцката въоръжена пропаганда в Македония от началото на XX век.
След превземането на града от Гърция сградата се използва от Земеделската банка на Македония от 1915 г., на Националната банка на Гърция от 1917 г., а през 1923 г. в сградата се ностанява 23-то основно училище. По време на Германската окупация на Гърция сградата се използва от Червения кръст, а през Гражданска война в Гърция е политически затвор. След това до края на 1970-те години помещава няколко училища.
През 1980 година сградата става „Музей на македонската борба“, а от 1999 г. се управлява от „Фондация за музея на македонската борба“. През 1988 г. към музея е открит „Изследователски център за македонската история и документация“, който се занимава с изследването на историята на Македония и в частност Македонския въпрос.
В музея като постоянни експозиции се съдържат предмети от бита на населението в Македония, трофейни вещи от Балканската война, а централно място заемат експозициите, представящи Павлос Мелас, андартите (македонските борци) и главната роля на консулството в борбата за Македония. Периодични изложби са правят на архиви от KEMIT, датирани между 1770 и 1912 г. 

- Народна носия от Гида
- Земеделски инструменти
- Църковни реликви
- Гръцко военно снаряжение и копие на вестник „Македония“
- Униформа на Македономах, гръцки четник
- Офисът на Ламброс Коромилас, възстановка от периода 1904 – 1907